# Labidus
Labidus Jurine, 1807 è un genere di formiche appartenente alla sottofamiglia Dorylinae.

## Tassonomia
Il genere comprende le seguenti specie e sottospecie:
- Labidus auropubens (Santschi, 1920)
- Labidus coecus (Latreille, 1802)
- Labidus curvipes (Emery, 1900)
- Labidus mars (Forel, 1912)
  -  Labidus mars denticulatus Borgmeier, 1955
- Labidus praedator (Smith, 1858)
  - Labidus praedator sedulus (Menozzi, 1926)
- Labidus spininodis (Emery, 1890)
- Labidus truncatidens (Santschi, 1920)